# Delosperma verecundum
Delosperma verecundum är en isörtsväxtart som beskrevs av L. Bol.. Delosperma verecundum ingår i släktet Delosperma, och familjen isörtsväxter. Inga underarter finns listade i Catalogue of Life.